# Flughafen Chengdu-Shuangliu

i7
i11
i13
Der Flughafen Chengdu-Shuangliu (chinesisch 成都双流国际机场, Pinyin Chéngdū Shuāngliú Guójì Jīchǎng, englisch Chengdu Shuangliu International Airport, IATA-Code: CTU, ICAO-Code: ZUUU) ist der internationale Flughafen der Millionenstadt Chengdu im Südwesten der Volksrepublik China. Er liegt 16 km südwestlich der Innenstadt von Chengdu im Kreis Shuangliu. Inzwischen zählt er mit mehr als 49,8 Millionen Passagieren (2017) und mehr als 320.000 jährlichen Flugbewegungen zu einem der zehn größten Flughäfen des Landes.

## Geschichte
Nach der Gründung 1938 als Militärflugplatz wurde der Flughafen schon 1944 weiter ausgebaut. 1956 wurde er zum Zivilflughafen. 1991 kam ein neues Terminal mit 17.000 m² hinzu. 1994–2001 wurde die Landebahn auf 3.600 m verlängert. 2009 kam eine zweite Landebahn hinzu, die südöstlich liegt und über eine 1,5 Kilometer lange Verbindungspiste mit der alten Anlage verbunden ist. Ab 2009 wurde auch an einem neuen Terminalgebäude südlich des bestehenden Gebäudes gebaut. Die offizielle Eröffnung fand am 9. August 2012 statt. Dieses Gebäude hat einen Anschluss an eine U-Bahn Station.[veraltet] Mit beiden Investitionen erhöht sich die Kapazität des Flughafens auf ca. 50 Millionen Passagiere pro Jahr. Bei dem gegenwärtigen Wachstum dürfte diese Marke bereits 2016[veraltet] erreicht sein.

Flughafengrundriss
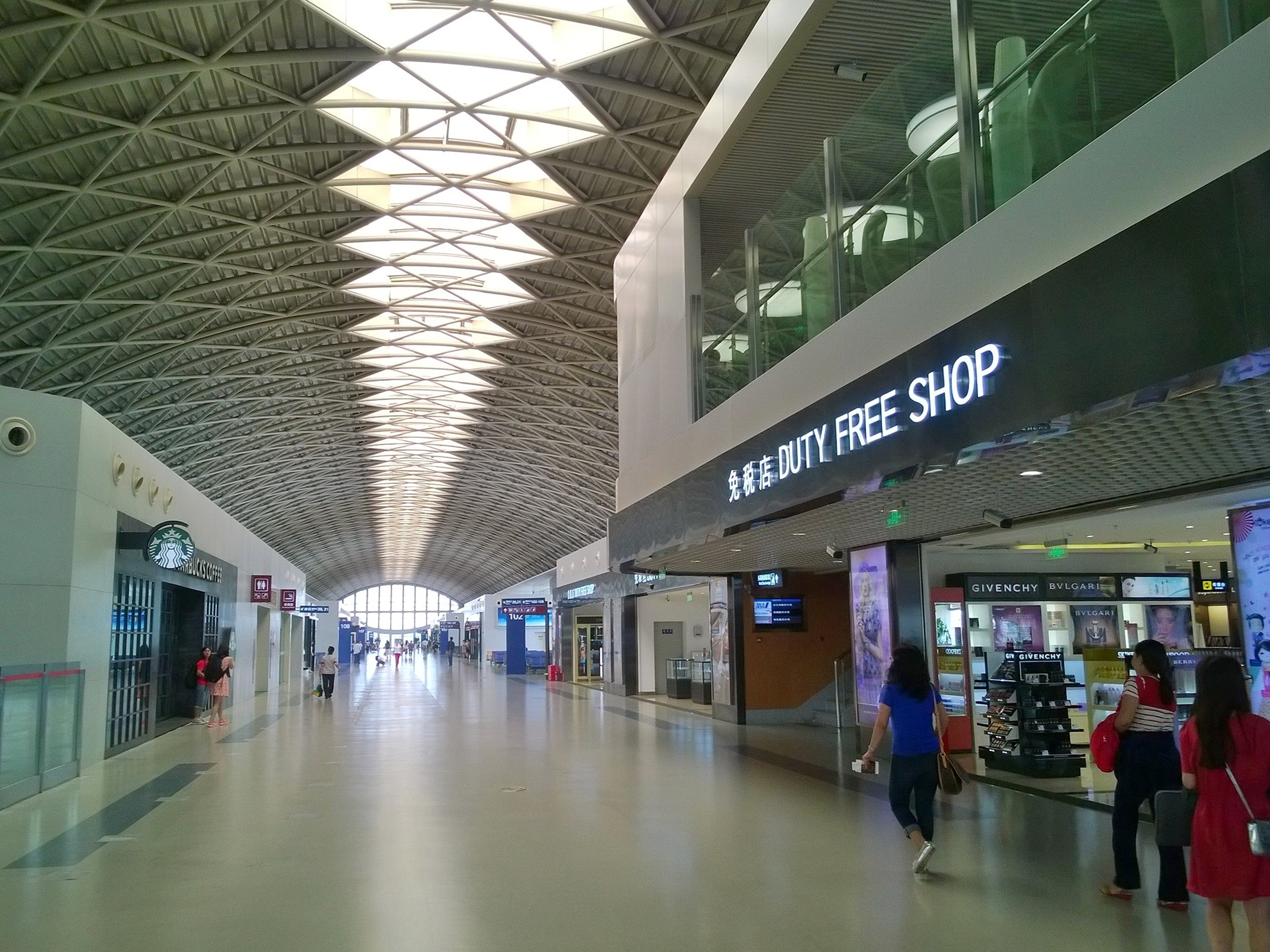
CTU T1 International
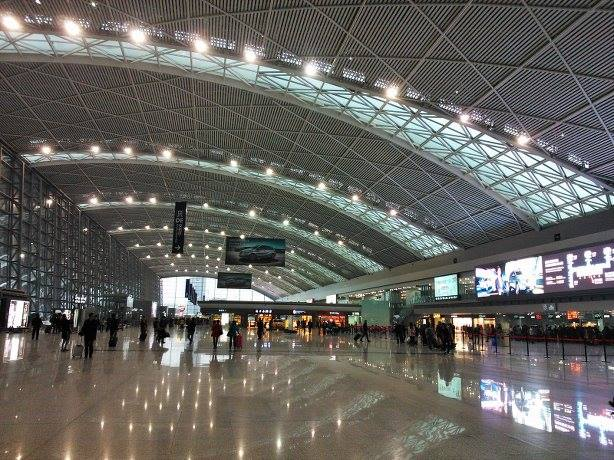
Terminal 2 of Chengdu Shuangliu Int’l Airport
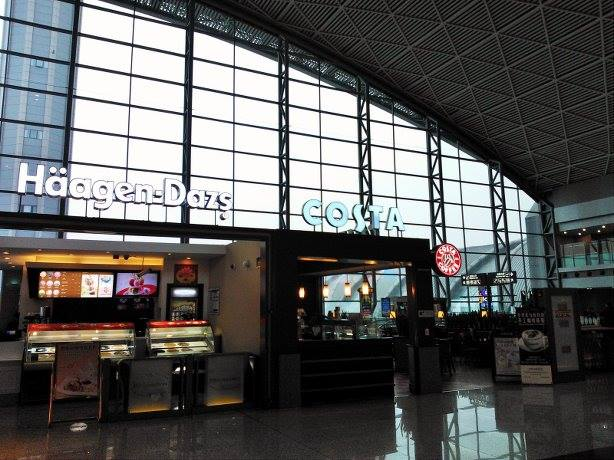
Terminal 2 concourse of Chengdu Shuangliu Int’l Airport

## Fluggesellschaften und Ziele
Der Flughafen dient vor allem dem stark wachsenden innerchinesischen Verkehr und hat einige Verbindungen zu naheliegenden südostasiatischen Zentren wie Thailand, Malaysia, Singapur und Indonesien. Der Flughafen dient den Fluglinien Chengdu Airlines, Sichuan Airlines als Basis und Air China nutzt ihn als drittes Luftfahrt-Drehkreuz neben Peking und Shanghai.

## Verkehrsanbindung

### Schienennahverkehr

#### U-Bahn
Der Flughafen kann seit September 2017 mit der U-Bahn Chengdu erreicht werden. Von der Station Taipingyuan aus erreicht man den Flughafen mit der Linie 10, welche beide Terminals anfährt.

#### Eisenbahn
Innerhalb von 10 min kommt man von der South Railway Station zum Flughafen, die Fahrt von der East Railway Station dauert 16 min. Auch nahegelegene Städte wie Leshan, Emeishan, Meishan East, Qingshen, Deyang, Mianyang sind vom Flughafen aus auf dem Schienenweg erreichbar.

## Zwischenfälle
- Am 16. Oktober 1944 wurde eine Curtiss C-46A-35-CU Commando der United States Army Air Forces (USAAF) (Luftfahrzeugkennzeichen 42-3635) bei einem Unfall im Bereich des Flughafens Chengdu zerstört. Dabei wurden 3 der Insassen getötet.[5]

- Am 19. Oktober 1944 wurde eine Curtiss C-46A-40-CU Commando der United States Army Air Forces (USAAF) (42-107299) bei einem Unfall im Bereich des Flughafens Chengdu zerstört. Dabei kam mindestens der Kommandant ums Leben.[6]

- Am 10. Dezember 1949 verunglückte eine Curtiss C-46D-20-CU Commando der chinesischen Civil Air Transport (XT-814) während eines nächtlichen Evakuierungsfluges vom Flughafen Chengdu-Shuangliu. Von den 40 Insassen kamen 17 ums Leben, alle fünf Besatzungsmitglieder und 12 Passagiere. Chengdu war die letzte Stadt auf dem Festland, welche die Nationalrevolutionäre Armee der Kuomintang im Bürgerkrieg bis zu ihrer Flucht nach Taiwan verteidigte. Am 10. Dezember 1949 eroberten kommunistische Einheiten die Stadt.[7]

- Am 8. August 1953 verunglückte eine Curtiss C-46 Commando der Luftstreitkräfte der Volksrepublik China (Luftfahrzeugkennzeichen unbekannt) im Bezirk Tongliang der Stadt Chongqing, nachdem das linke Triebwerk nahe dem Flughafen Chengdu-Shuangliu ausgefallen war. Die Maschine befand sich auf einem Flug von Chengdu nach Peking. Alle 9 Insassen, sieben Besatzungsmitglieder und zwei Passagiere, kamen ums Leben.[8]